# 普萊森特代爾 (新澤西州)
普萊森特代爾（英語：Pleasantdale）是位於美國新澤西州艾塞克斯縣的普查規定居民點。

## 人口
根據2020年美國人口普查的數據，普萊森特代爾的面積為2.05平方千米，皆為陸地。當地共有人口2329人，而人口密度為每平方千米1,136.1人。